# Marina Rodrigues
Marina Raquel Rodrigues (Madera, 1º settembre 1985) è una modella portoghese, incoronata Miss Portogallo 2004.
Dopo la vittoria del titolo, Marina Rodrigues ha partecipato a Miss Europa 2005, ed ha accumulato varie esperienze come modella. Diventa celebre presso i media, quando nel 2009 si lega sentimentalmente con il calciatore del Real Madrid Cristiano Ronaldo.
Ad aprile 2011 molte fonti riportano la notizia che la modella sia stata scelta per rappresentare il Portogallo a Miss Universo 2011, che si è svolto a São Paulo, in Brasile il 12 settembre 2011, cosa che avrebbe fatto tornare il Portogallo a partecipare a Miss Universo dopo otto anni di assenza Tuttavia la notizia in seguito è stata smentita.